# 김양선
김양선(金良善, 1907년~1970년 10월 11일)은 대한민국의 역사학자, 신학자이며 목회자였다.
김양선은 1907년 평안북도 의주군 비현면 당후동에서 김관근 목사와 백관성 권사의 4남 1년 중 제 3남으로 태어났다. 숭실전문학교와 장로회 신학교(제 3회)를 졸업하고 1945년 서울로 내려와서 성도교회를 설립하고 옥인교회에서 목회를 하였다. 숭실대학교 교수를 역임하였고 숭실대학교에 있는 한국기독교박물관 설립에시 그의 아내와 딸이 생명을 잃으면서 북한에서 가져온 귀중품을 중심으로 박물관이 개관되었다. 1970년 10월 11일 소천하였다. 저서에 《한국기독교전래사》, 《한국기독교 해방10년사》, 《고고학 개론》, 《간추린 한국교회사》, 《세계선교사》 등이 있고 《한국실학발전사》 등의 논문도 있다.

## 같이 보기
- 한국기독교박물관
- 숭실대학교
- 성도교회
- 한경직
- 한국의 신학자 목록
- 개혁신학자

## 참고 문헌
- 임병태, “김양선” 『인물로 본 숭실 100년』 (서울: 숭실대학, 1992)